# Donja Trstenica
Donja Trstenica es una localidad de Croacia en el ejido de la ciudad de Glina, condado de Sisak-Moslavina.

## Geografía
Se encuentra a una altitud de 173 m s. n. m. a 68,1 km de la capital nacional, Zagreb.

## Demografía
En el censo 2011 la localidad se encontraba deshabitada.